# Nachiczewańska kolej dziecięca

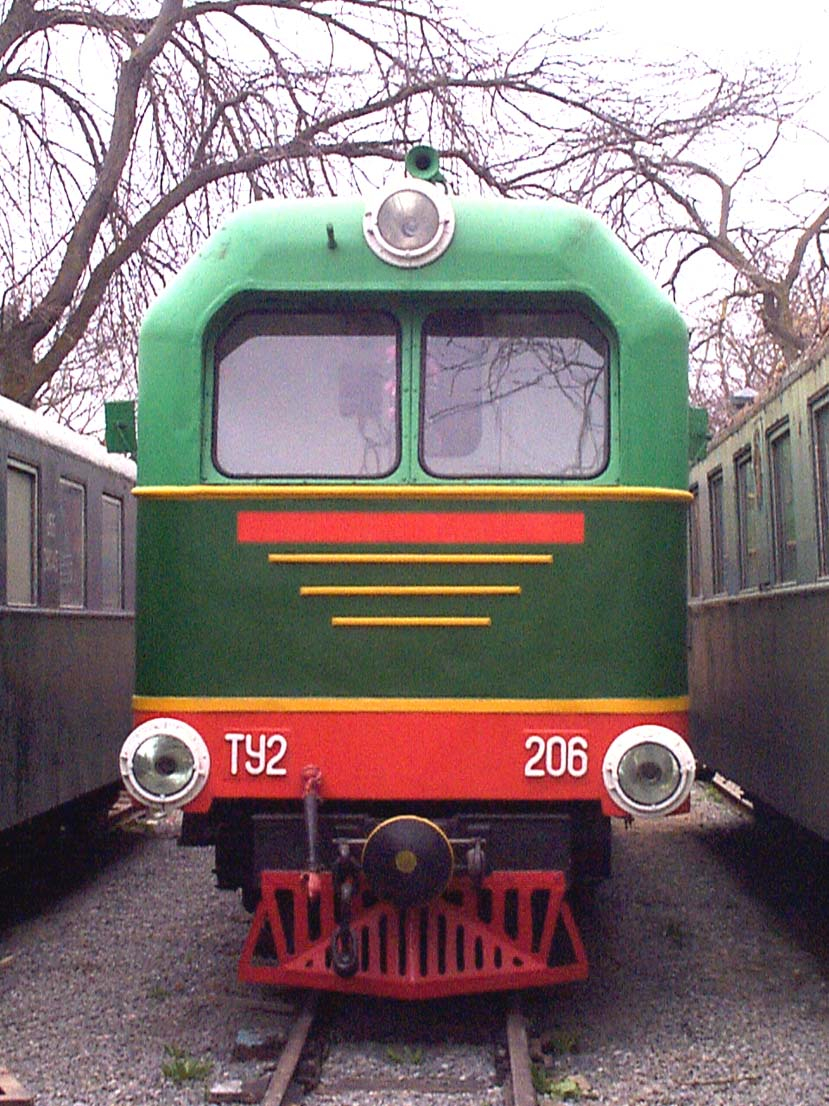
Lokomotywa serii TU2

Nachiczewańska kolej dziecięca (azer. Naxçivan Uşaq Dəmir Yolu, ros. Наxичеванская детская железная дорога) – linia kolei dziecięcej działająca od roku 1977 lub 1978 do roku 2000, w Nachiczewanie, siedzibie władz Nachiczewańskiej Republiki Autonomicznej będącej częścią Azerbejdżanu. Była drugą, obok kolei dziecięcej w Baku, linią tego typu w Azerbejdżanie.
Historia kolei dziecięcej w Nachiczewanie nie jest dobrze udokumentowana, jednak jej istnienie jest potwierdzone przez dokumenty radzieckiego Ministerstwa Kolei. 
Kolej była zlokalizowana w miejskim parku imienia 60-lecia Rewolucji Październikowej. 
Wiadomo, że na linii były dwie stacje – na początku i końcu – oraz dodatkowy przystanek pomiędzy nimi. Różne źródła nie zawsze są jednak zgodne co do ich nazw – niektóre podają nazwy „Pałac pionierów” (azer. Pionerlər sarayı, ros. Дворец Пионеров) i „Sportowa” (azer. İdman, ros. Спортивная) oraz przystanek „Sowietabad” (ros. Советабад); według innych były to „Młodzież” (azer. Gənclik, ros. Молодость), „Pionier” (ros. Пионер) i „Oktjabrat” (ros. Октябрят).
Długość toru jest kolejną kwestią sporną, ponieważ spotyka jej wartość jest podawana jako 1,6 lub 0,7–1,0 kilometra. Wątpliwości budzi też to, że – o ile w latach 30. XX wieku standardem były koleje dziecięce o długości toru poniżej 1 kilometra – w latach 70 (czyli gdy powstawała kolej w Nachiczewanie) zakładano raczej, że aby szkolenie dzieci odniosło skutek, linia taka powinna być dłuższa. Nie jest również jasne, jak na tak krótkim odcinku umieszczono trzy przystanki.
Faktem jest przeniesienie tu lokomotywy TU2-099 z bakijskiej kolei dziecięcej, potwierdza to również, że rozstaw szyn na linii nachiczewańskiej musiał wynosić 750 mm. Pierwszą lokomotywą prawdopodobnie był spalinowóz TU2-182. Pozostały tabor służący na tej linii kolejowej to lokomotywa TU7-204 i trzy wagony Pafawag-u.